# Sprechausdruck
Sprechausdruck bezeichnet in der Sprechwissenschaft akustische Merkmale (akustische Phonetik) menschlicher Sprache.
Die phänomenologischen Parameter des Sprechausdrucks lassen sich nach Norbert Gutenberg in vier Gruppen gliedern: 
- melodische Parameter (wie Tonhöhe und Klangfarbe)
- dynamische Parameter (wie Lautstärke und Betonung)
- temporale Parameter (wie Sprechtempo, in der Musik „Agogik“, und Sprechrhythmus)
- artikulatorische Parameter (wie Lautbindung und Deutlichkeit; vgl. artikulatorische Phonetik)